# Сонцов-Засекин, Борис Андреевич
Князь Борис Андреевич Сонцов-Засекин — стряпчий, стольник, завоеводчик и воевода во времена правления Алексея Михайловича, Фёдора Алексеевича, правительницы Софьи Алексеевны, Ивана V и Петра I Алексеевичей.
Из княжеского рода Сонцовы-Засекины. Третий сын князя Андрея Михайловича Сонцова-Засекина. Имел братьев, князей: Василий, Иван, Пётр и Афанасий Андреевичи.

## Биография
До 1666 года князь Сонцов-Засекин значится в списках жильцов. В 1666 году пожалован в стряпчие. В 1668 году пожалован в стольники и в этом звании в 1671 году участвовал под начальством князя Юрия Алексеевича Долгорукова в усмирении крестьянского бунта под предводительством Степана Разина.
В 1680 году, под начальством князя Василия Васильевича Голицына, принимал участие в сражениях с турками в ходе русско-турецкой войны 1672—1681 гг. В мае 1682 года шестым дневал и ночевал у гроба царя Фёдора Алексеевича в Архангельском соборе с бояриным и князем Долгоруковым. В 1683 году ездил с Государём на богомолье в Троице-Сергиев монастырь.
11 апреля 1684 года назначен вторым воеводой в город Тобольск, где пробыл до 1686 года. В 1686 году упомянут стольником.
В 1687 и 1689 годах участвовал завоеводчиком в Крымских походах князя В. В. Голицына и за отличие в них пожалован золотым.
От брака с неизвестной имел дочь, княжну Татьяну Борисовну, жена князя Михаила Ивановича Волконского.